# Мюлхайм ам Ин
Вижте пояснителната страница за други значения на Мюлхайм.
Мюлхайм ам Ин (на немски: Mühlheim am Inn) е община (Gemeinde) в Горна Австрия с 642 жители (на 1 януари 2017).
Намира се на река Ин.